# Amsterdamsche Kiosk Onderneming
Amsterdamsche Kiosk Onderneming (afgekort AKO) is een Nederlandse winkelketen die in 1878 werd opgericht en tegenwoordig beter bekendstaat als Algemene Kiosk Onderneming. De keten heeft meer dan honderd boek- en tijdschriftenwinkels door geheel Nederland.
De filialen zijn veelal op stations gevestigd, waar ook in 1889 de basis werd gelegd door middel van de verkoop van dagbladen aan reizigers. De kiosk op Schiphol was in 1927 een van de eerste winkels bij deze luchthaven. Er bestaat nog één originele krantenkiosk die gebaseerd op de oorspronkelijke straatkiosken van AKO, deze is op Schiphol te vinden. Ook op Rotterdam Airport, Eindhoven Airport en Maastricht Aachen Airport zijn verkooppunten aanwezig. Oorspronkelijk waren de AKO-kiosken te vinden op de stations van de HIJSM, terwijl de Bruna-kiosken vertegenwoordigd waren op stations van de Staatsspoorwegen. Deze situatie is nog te herkennen in Den Haag.
AKO is een onderdeel van het Audax-concern en is tevens exploitant van 16 Bruna-stationswinkels.
AKO is de naamgever van de AKO Literatuurprijs die sinds 1987 jaarlijks wordt uitgereikt.

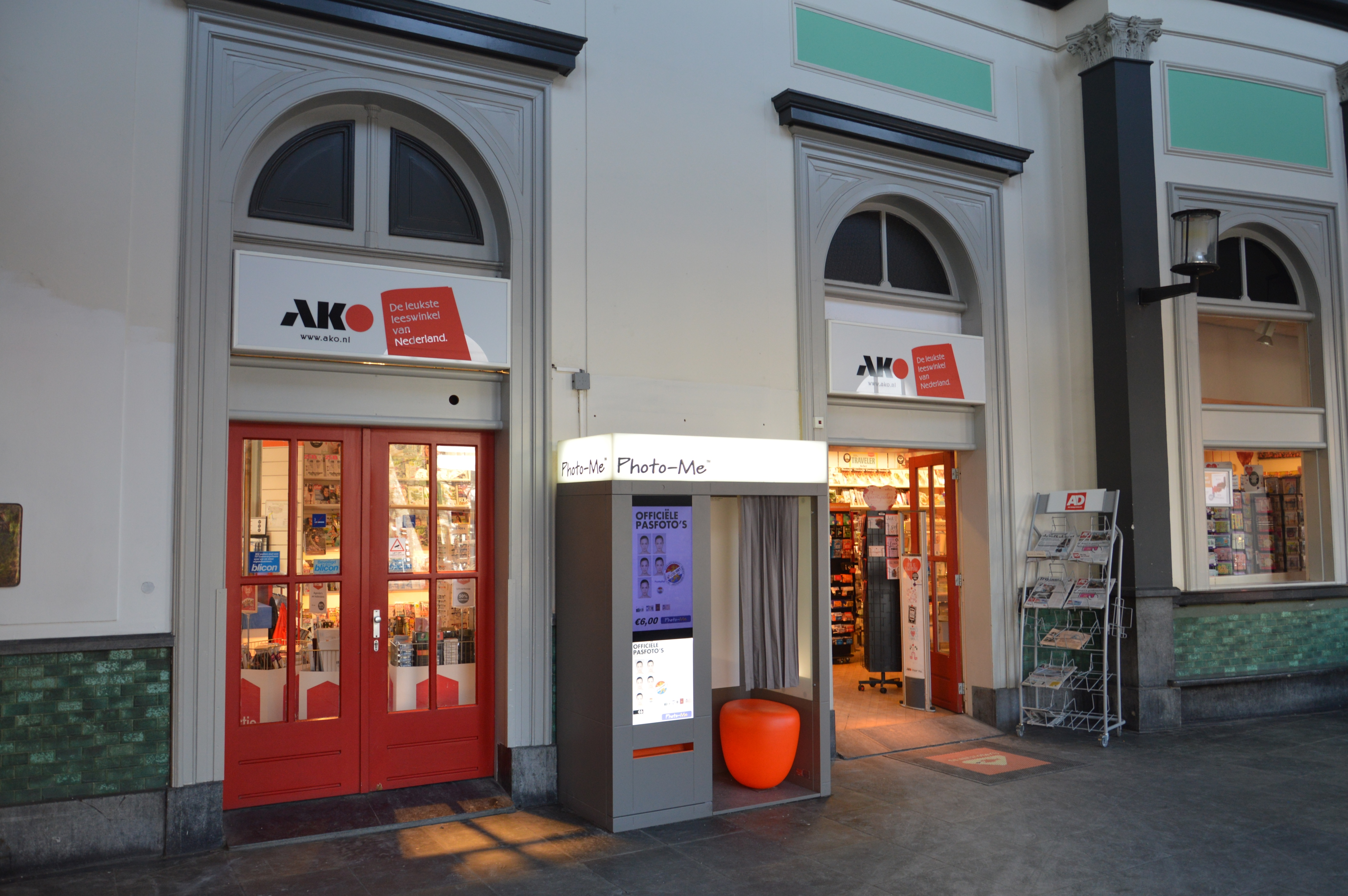
AKO boekwinkel in station Dordrecht